# Sauce de soja
« Soyou » redirige ici. Pour la chanteuse, voir Soyou (artiste).
La sauce de soja, sauce soja, appelée sauce (de) soya au Canada et soyo en Nouvelle-Calédonie, est une sauce d'origine chinoise utilisée principalement dans la cuisine asiatique d'Extrême-Orient (Chine, Indochine, Corée, Japon, Mongolie), produite par fermentation de protéines végétales. La sauce soja, dans sa forme actuelle, a été créée il y a environ 2 200 ans pendant la dynastie des Han occidentaux de la Chine antique. Depuis lors, elle s'est répandue à travers l'Asie de l'Est et du Sud-Est, où elle est utilisée tant dans la cuisine que comme condiment. Elle est traditionnellement fabriquée à partir de graines de soja en Chine et en Corée et à partir d'un mélange de soja et de blé au Japon. Elle résulte de la libération d'enzymes par une moisissure (Aspergillus oryzae), hydrolysant les ingrédients suivie d'une fermentation provoquée par des bactéries lactiques et des levures.

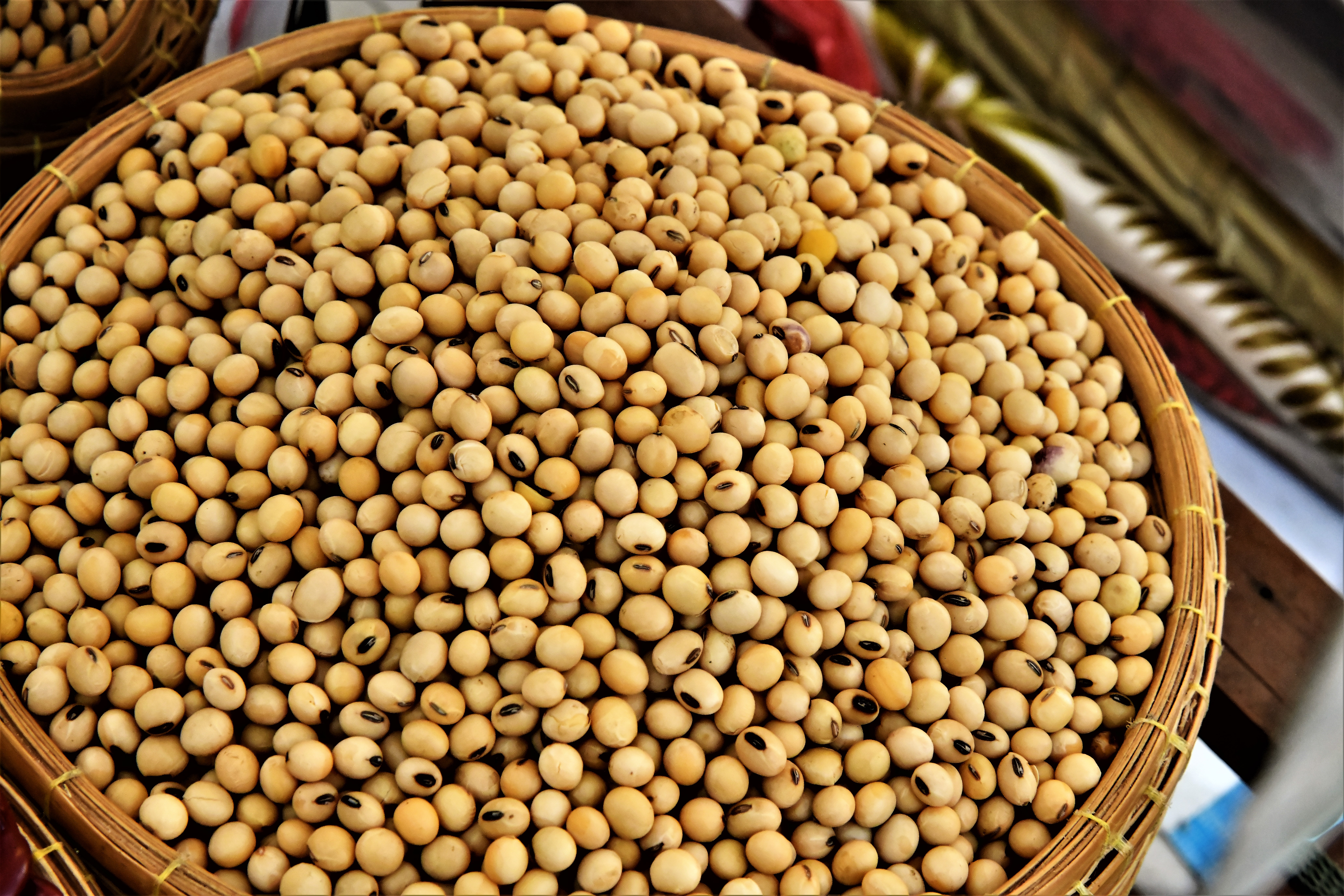
La fève du soja, une des matières premières de la sauce soja.

La sauce soja est un liquide de couleur ambrée, brunâtre à rougeâtre, plus ou moins foncé. Riche en acides aminés libres, elle a une saveur prononcée et très salée qui en fait un assaisonnement apprécié pour relever la saveur du riz blanc ou pour mariner les viandes et poissons avant de les griller. C'est le condiment essentiel des cuisines d'Asie orientale.
Les sauces de soja jiàngyóu chinoises sont plus denses et de couleur plus sombre que les shōyu japonaises. Ces dernières développent des arômes typiques provenant de l'usage du blé en forte proportion.

## Histoire

### En Chine
Si l'on s'en tient d'abord au mot plus qu'à la chose, le terme jiangyou (醬油), désignant actuellement en chinois la sauce de soja, apparaît pour la première fois en Chine dans les textes de l'époque Song (+ 960, + 1279). On trouve dans le Shan jia qing gong (山家清供), « Dispositions essentielles pour une vie rustique » (XIIIe siècle), quatre recettes dans lesquelles une sauce, dite jiangyou, sert à assaisonner des plats de légumes et de poissons. Aucune indication n'est donnée sur la méthode de fabrication et rien ne permet de penser qu'elle soit apparue à cette époque. Mais comme on peut suivre sa trace à travers les textes jusqu'à la sauce de soja actuelle, tout indique qu'il s'agit de l'évolution du même produit. Par contre, pour remonter avant le XIIIe siècle, il faut trouver des produits qui, par leur procédé de fabrication, pourraient s’apparenter à la sauce de soja mais qui ne portaient pas le nom de jiangyou.
La filiation du jiangyou après les Song bien que discontinue ne pose pas trop de problèmes aux spécialistes. Quatre siècles après les Song, on trouve une description du procédé de fabrication du jiangyou conforme à la technique moderne donnée dans la section suivante. Ainsi le Yang xiao lü (养小录) (+ 1698), indique que la préparation du jiangyou se fait en trois étapes : préparer les ingrédients, les laisser moisir puis les faire fermenter dans une saumure.
Pour remonter le temps avant les Song, les spécialistes ont proposé que la sauce nommée jiangyou au XIIIe siècle pourrait dériver d'un sous-produit liquide obtenu lors de la fabrication des pâtes de soja fermentées, nommées shì (豉) et jiàng (醬), sous les Han. La plupart des spécialistes s'accordent à penser que l'assaisonnement à la sauce de soja fermentée est à peu près aussi ancien que le jiang au soja (pâte fermentée), mais les opinions diffèrent sur sa dénomination avant l'époque Song. Les trois candidats examinés se trouvent dans l'encyclopédie Qi Min Yao Shu (+ 544) : le jiangqing (酱淸), ou qingjiang (清醬), le shizhi (豉汁) et le shiqing (豉清).
Pour quelques auteurs, un bon précurseur possible est le qingjiang (清醬), donné dans le Si min yue ling (四民月令), « Ordonnances mensuelles pour les quatre ordres » (+ 160). Morphologiquement, qing-jiang s'analyse comme sauce clarifiée de jiàng, ce qui convient bien à la sauce soja. Par contre, le contexte précédent la citation parlant de yujiang (pâte de poisson) et de roujiang (pâte de viande), on peut douter que le qingjiang renvoie à une pâte de soja.
Un autre candidat pour Huang est le chizhi (ou shizhi) (豉汁), un extrait aqueux de soja fermenté, cité dans l'encyclopédie agricole et culinaire Qi Min Yao Shu (+ 544) où on le rencontre comme assaisonnement dans 26 recettes différentes. À cette époque, il apparait tout au mieux comme une décoction ou une percolation de shi (豉), et donc difficilement comme un précurseur du jiangyou. Par contre, sous les Tang, plusieurs textes indiquent que dans la préfecture de Shan 陕, on fabrique un shizhi par fermentation, qui peut être conservé des années, ce qui lui donne toutes les qualités d'un bon précurseur du jiangyou.
Enfin, le shiqing (豉清), un clarifié de shì, est aussi un candidat possible. La description de la fabrication du shi donnée dans le Si shi zuan yao (四时纂要) (Tang tardif, IXe siècle) indique qu'en fin de processus, le jus résiduel est bouilli et stocké séparément. Pour Huang, ce jus a toutes les propriétés du jiangyou actuel.
En définitive, on peut donc supposer que la sauce de soja jiangyou est un liquide dérivé de la fabrication des shi et jiang quand un excès de liquide est utilisé à la seconde étape de la fermentation. L'intérêt pour ce sous-produit liquide s'est peu à peu accru jusqu'à l'époque des Song où il s'est imposé sur le plan culinaire et a reçu la dénomination standard de jiangyou, car c'est un dérivé de la pâte jiang. Dans le sud de la Chine, comme le Guangdong et le Fujian, la sauce de soja a toujours été dénommée shiyou (豉油) dans les dialectes locaux.

### Au Japon

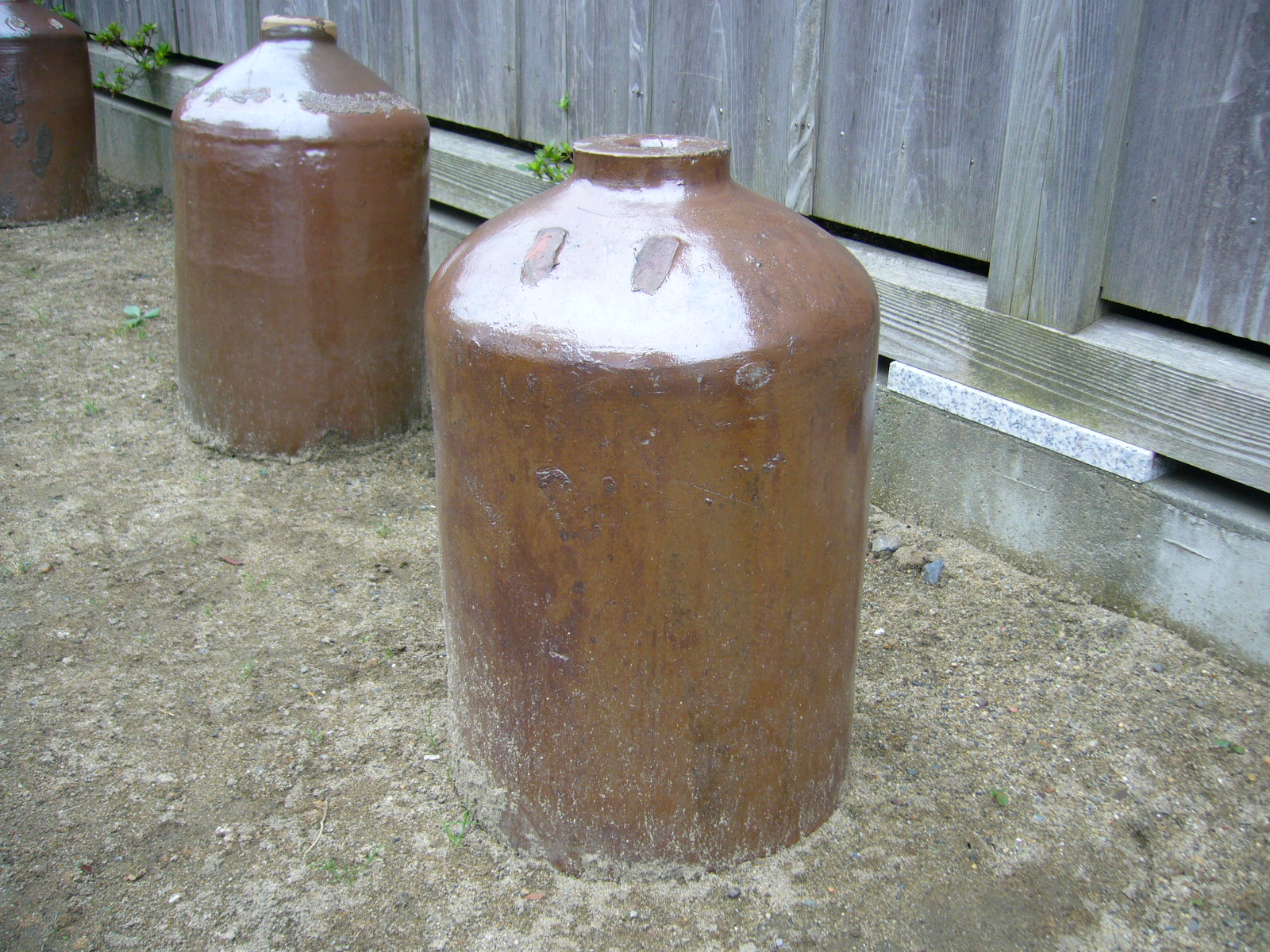
Anciennes jarres de fabrication de sauce soja, Katori (Japon).

La sauce soja japonaise (shoyu) tire son origine d'une pâte nommée hishio d'abord faite de marinade de viandes et de poissons puis de graines de soja et de farine. En 701, l'empereur Monmu créait le Bureau des hishio (hishio-tsukasa). Quand les Japonais adoptèrent l'écriture chinoise, ils écrivirent hishio avec le sinogramme 醬 (en chinois jiàng) qui désignait à cette époque, en Chine, une pâte de soja fermentée.
Les assaisonnements à base de soja chinois ont probablement accompagné l'introduction du bouddhisme au Japon au VIe siècle. Leur essor viendra de la recommandation de respect de la vie (ahiṃsā) et de végétarisme du bouddhisme. Au VIIe siècle, un édit impérial interdit de consommer des animaux à quatre pattes. Le peuple japonais s'efforça de suivre l'interdit alimentaire de viande (mais pas de poissons) durant plus d'un millénaire, si bien que les assaisonnements à base de soja prirent peu à peu la place des sauces à base de poisson ou de viande.
La sauce de soja est associée à la production de miso dont la fabrication s'apparente au début à celle de la pâte de soja fermentée chinoise, le jiang (酱) (IXe siècle), mais qui prit progressivement une texture et saveur typiquement japonaise.
Suivant une tradition orale, l'origine de la sauce de soja japonaise remonterait au milieu du XIIIe siècle. C'est à cette époque que le moine bouddhiste Shinchi Kakushin (心地覺心), (1207-1298), de la préfecture de Wakayama, ramena de Chine la doctrine zen fuke-shū et par la même occasion une nouvelle recette de miso qu'il avait apprise au Temple de la Montagne d'Or, Kinzanji (金山寺, en chinois jinshansi, à Zhenjiang dans la province du Jiangsu en Chine), un des plus célèbres temples Chan (zen) de la dynastie Song.
À son retour, il s'établit dans le temple Kokoku-ji, près de la ville de Yuasa (située actuellement dans la préfecture de Wakayama), au sud du Japon. On dit qu'il s'aperçut que le liquide qui s'accumulait à la base des tonneaux où était préparé le miso constituait un excellent ingrédient de cuisson et d'assaisonnement. C'est pourquoi il décida de modifier légèrement la recette de fabrication du miso en employant plus d'eau. Le liquide récupéré après la période de fermentation était brièvement chauffé afin d'être stabilisé.
On ne sait pas comment s'appelait le liquide d'assaisonnement de Kakushin au temps de sa découverte. Mais au XIVe siècle, il était connu sous le nom de tamari, un dérivé verbal du verbe tamaru « s'accumuler » d'abord écrit 豆油 (racines chinoises : « haricot-huile », 溜, « s'écouler »).
La première occurrence du terme de shoyu dans les sources japonaises est relativement tardive puisqu'on la place en 1559. Le Kototsugu Yoki (journal de Kototsugu) indique que l'auteur a fait parvenir à Nagashi-Kyoku un petit tonneau de shoyu (酱油). On ne sait pas trop comment expliquer l'apparition de ce nouveau terme mais on suppose que l'adoption du terme chinois de 酱油 (en chinois jiangyou) pouvait venir du prestige culturel de la Chine à cette époque. Cette nouvelle appellation mit du temps à s'imposer puisque dans les années 1700, les livres de cuisine utilisaient encore presque exclusivement le terme de tamari.

### En Europe et en France en particulier
Le premier Européen à décrire le soja (la plante) fut Kaempfer (1651-1716), un médecin naturaliste d'origine allemande qui séjourna dans la petite île de Dejima (de 1689 à 1692), près de Nagasaki, le seul endroit du Japon ouvert aux Européens. Il décrit aussi, en termes précis, la fabrication de la sauce soja qu'il nomme sooju (pour shoyu) dans ouvrage Amœnitatum exoticarum (1712).
La Compagnie néerlandaise des Indes orientales (VOC) exporta du shoyu et du miso vers ses autres comptoirs en Asie puis vers l'Europe. Suivant Tamura et Hirano (1971), la VOC aurait approvisionné en shoyu la cour de Louis XIV pour agrémenter ses somptueux banquets (mais ces auteurs ne donnent pas leurs sources).
À la fin du XVIIe siècle et au XVIIIe siècle, les dictionnaires et encyclopédies indiquent qu'il est possible de voir du shoyu à Paris mais tous se trompent sur son mode de fabrication, en prétendant que c'est une sauce tirée de viandes. L'origine de cette erreur n'est pas connue mais elle vient probablement de marins ou de missionnaires, puisque déjà, Furetière, mort en 1688 (donc avant le séjour de Kaempfer au Japon), avait indiqué dans son Dictionnaire, publié après sa mort, en 1694 :

« Joui, s.m. Liqueur alimenteuse et restaurante qu'on fait au Japon, et qui peut être transportée et gardée 10 ou 12 ans. On en a vu à Paris. Elle est fluide comme du bouillon, aqueuse, noire, d'une odeur agréable, d'un bon goût, salé et savoureux. C'est une composition dont la base est le jus de bœuf exprimé quand il a été à demi rôti. On n'en sait pas davantage… Cette liqueur est très rare en Europe [milieu du XVIIe siècle], mais quelques personnes riches et malades en ont fait venir… »

Environ un siècle plus tard, l'Encyclopédie (publiée de 1751 à 1772) de Diderot et D'Alembert, donne une description semblable du shoyu, sous le nom de soi : « Soui ou Soi, s.m. (cuisine). C'est une espèce de sauce que les Japonais préparent et qui est très recherchée par les peuples d'Asie, et par les Hollandais qui en apportent de ce pays ; c'est une espèce d'extrait ou de suc qui se tire de toute sorte de viandes et surtout de perdrix et du jambon… Les Chinois font aussi du soui, mais on regarde celui du Japon comme supérieur. » Cette erreur sera reprise par le Grand Dictionnaire du XIXe siècle de Larousse et par Littré.
Pourtant en 1816, Lamarck avait indiqué correctement dans son Encyclopédie méthodique, à l'article « Dolic » : « Les Japonais préparent avec les semences du… [dolic du Japon = soja], une sorte de bouillie qui tient lieu de beurre et dont ils font une sauce fameuse qui se sert avec des viandes rôties ; ils nomment la bouillie miso et la sauce soja ».
C'est grâce aux travaux de la Société zoologique d’acclimatation que toutes les informations correctes sur la plante de soja et ses produits dérivés seront rassemblées au XIXe siècle. Cette société fut créée en 1854 à Paris avec pour objectif l'introduction et l'acclimatation de plantes et animaux exotiques. Elle fut la première institution à promouvoir les aliments à base de soja : durant les années allant de 1855 à 1880, elle publia dans son Bulletin plus de 30 articles sur la culture du soja et l'utilisation de ses graines dans l'alimentation.
Le consul de France à Shanghai, M. de Montigny avait rapporté de Chine diverses variétés de pois oléagineux dont le pois jaune (ainsi nommait-il le soja). « Les pois oléagineux ont porté graine en France, en 1854. Leur acclimatation est assurée. » lit-on dans le Bulletin de la Société d'acclimatation.

## Fabrication

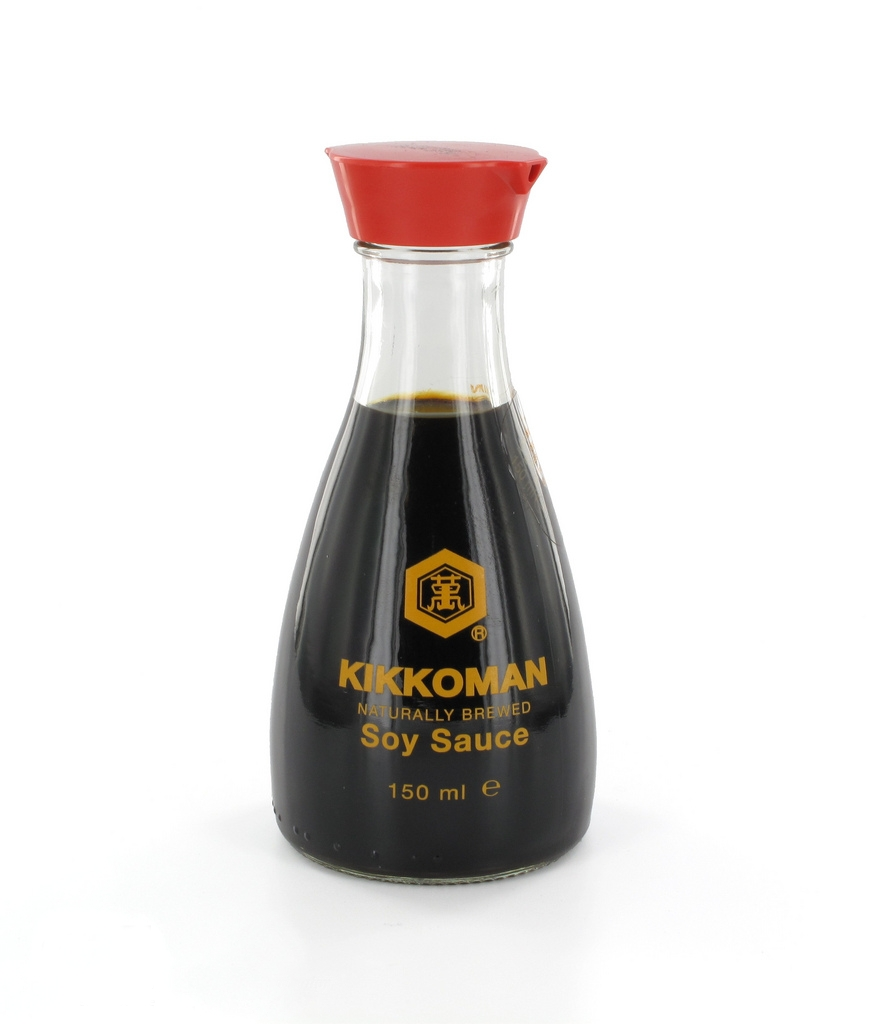
Sauce de soja japonaise représentative.

Il existe de nombreuses variétés de sauces de soja.
Le shoyu japonais le plus répandu est de type koikuchi. Il est d'une couleur brunâtre à rougeâtre et développe des arômes puissants. Il est fabriqué avec à peu près autant de graines de soja que de blé. Le shoyu de type tamari se rapproche le plus du jiangyou chinois, faite exclusivement avec des haricots ou des tourteaux de soja, sans ajout de céréales ni autres additifs.
Après cuisson, les ingrédients sont mélangés et ensemencés avec la moisissure Aspergillus oryzae pour libérer des enzymes qui hydrolyseront le substrat, puis ce mélange passe par une fermentation lactique produite par des bactéries et une fermentation alcoolique produite par des levures.
Les étapes principales de la méthode traditionnelle de fabrication du koikuchi sont (valeurs numériques données dans Steinkrauss et Yokotsuka Tamotsu et al., 1977, mais de nombreuses variantes existent) :
1. Trempage et cuisson du soja

Les graines de soja sont mises à tremper de 10 à 15 heures ; l'eau est changée toutes les heures pour éviter l'acidification par les bactéries.
Les graines sont ensuite cuites à l'autoclave pendant une heure, sous une pression de 1 kg·cm-2.

Procédure de fabrication de la sauce soja.

2. Torréfaction et broyage du blé
Le blé (pris en quantité égale au soja) est grillé de 170 à 180 °C pendant quelques minutes, dans un torréfacteur cylindrique rotatif. Il est ensuite moulu. Parfois de la farine de blé est directement utilisée après stérilisation à la vapeur.
3. Fermentation du koji

On étale les graines de soja cuites sur des plateaux et après refroidissement, on ajoute le blé grillé. Le mélange pâteux est ensuite ensemencé avec la moisissure Aspergillus oryzae et on laisse incuber pendant 45 heures, à l'air libre. Le mélange se couvre d'un feutrage blanc produit par la croissance du mycélium. Le contrôle de la température et de l'humidité est important pour empêcher le développement d'odeurs désagréables en raison d'une contamination par des moisissures comme Mucor ou des bactéries (comme Bacillus subtilis ou Staphylococcus spp.). 

Durant l'incubation, de nombreuses enzymes protéolytiques et amylolytiques sont produites. Les protéases hydrolysent les macromolécules de protéines en peptides et acides aminés et les amylases hydrolysent l'amidon en sucres simples (glucose). Le produit final est appelé koji.
4. Salage

Préparer une saumure avec du sel et de l'eau et la mélanger au koji.
5. Fermentation du moromi

Le koji est dilué dans 1,2 à 1,5 fois son volume de saumure et le mélange est mis à fermenter dans des récipients fermés (comme des fûts de cèdre). Le sel inhibe les moisissures et la plupart des autres micro-organismes mais les enzymes peuvent continuer à casser les macromolécules.
On inocule avec une culture pure de la bactérie lactique Tetragenococcus halophilus (syn. Pediococcus soyae/halophilus) puis un mois plus tard avec la levure Zygosaccharomyces rouxii, suivi d'une agitation vigoureuse du moût. Le produit est appelé moromi.
Les bactéries lactiques produisent de l'acide lactique qui acidifie le milieu (en un mois, le pH du moromi passe de 7 à 4,9). Les levures transforment les sucres simples en éthanol et acide succinique.
La concentration élevée du sel favorise la croissance de levures qui jouent un rôle important dans le développement des arômes. Les levures du genre Candida (Candida versatilis, Candida etchellsii) halotolérantes, présentes naturellement dans le milieu, produisent des composés phénoliques comme 4-éthylgaïacol, apportant une saveur et un arôme typique. C'est au cours de cette longue étape d'affinage, que la sauce de soja prend sa couleur, son arôme et son goût. Traditionnellement, le vieillissement pouvait s'étaler sur un à trois ans.
6. Pressurage et filtrage

Enveloppé dans des sacs ou des linges, le produit est mis sous presse hydraulique pendant deux à trois jours pour extraire la sauce liquide. Celle-ci est ensuite mise à décanter pour séparer la sauce de soja de la partie huileuse. La sauce est pasteurisée à 70-80 °C. La partie solide fournit un tourteau pour l'alimentation animale.
Ce procédé artisanal type connaît de nombreuses variantes dans la production industrielle.
La fraction lipidique des graines de soja n’intervenant pas dans la fabrication de la sauce de soja, l'industrie préfère utiliser du soja préalablement dégraissé.
L'hydrolyse de la pâte est accélérée par l'emploi de produits chimiques comme l'acide chlorhydrique.
Le vieillissement est souvent réduit à une période allant de deux à six mois.

## Utilisation
Au Japon, le shōyu est un produit de consommation aussi commun que l'huile, le vinaigre et le sel. Comme il se combine agréablement au vinaigre, jus d'agrumes, gingembre, huile, sésame, etc., son utilisation est très large :
- assaisonnement des viandes, poissons, sushi, sashimi, tofu ;
- préparation de marinades, sauces de salade ;
- cuit, comme base de bouillons, soupes et ragoûts ;
- comme base ou additif de sauces plus spécifiques (teriyaki, kabayaki) dont il rehausse agréablement le goût.

À La Réunion, où elle est appelée siaw ou siave, quelques gouttes sont presque toujours versées sur les boulettes de viande très appréciées à l'apéritif que l'on appelle des bouchons. Elle peut aussi accompagner les sarcives ou parfumer le riz cantonais. En Nouvelle-Calédonie, où elle est appelée soyo, elle sert de condiment très répandu notamment dans le riz qui accompagne ou est incorporé dans la plupart des plats de la cuisine calédonienne, mais aussi dans des plats souvent hérités des gastronomies asiatiques, des marinades ou des vinaigrettes. On retrouve le même usage en Polynésie française où le « soyu » (appellation locale) est présent sur toutes les tables.
On peut également l'utiliser pour cuisiner certaines viandes (porc, poulet, canard) en les y faisant mariner, ce qui permet de donner une autre saveur.

## Variétés

### Chine
Les sauces soja chinoises (mandarin : jiàng yóu ; cantonais : jeong yau ou chǐ yóu/si yau [豉油]), peuvent être classées en deux catégories : les « natures » et les mélanges.

#### Nature
Issues de la fermentation de blé, de graines de soja, de sel et d'eau, sans aucun autre additif.
- Shēng chōu (生抽 ou 醬清, jiàng qīng) : sauce soja légère et fine (faible viscosité), opaque, brun clair.
- Tóu chōu (頭抽) : sauce soja issue de la première pression des graines de soja, signifie « première sauce soja ». Le tóu chōu est vendu comme une sauce de soja de première qualité, telle une huile d'olive extra vierge, le goût issu de cette première pression est considéré comme supérieur.
- Shuāng huáng (雙璜) : sauce soja doublement fermentée.
- Yìn yóu (蔭油) : une sauce soja plus sombre, aux arômes plus riches et complexes, fabriquée initialement à Taïwan, utilisant seulement des graines de soja avec l'Aspergillus et du sel de roche.

#### Mélanges
Des additifs sucrés ou umami peuvent être ajoutés à une sauce soja pour en modifier son goût ou sa texture :
- Sauce soja vieille et noire (老抽, lǎo chōu) : sauce plus sombre et épaisse, à base d'une sauce soja basique dont la période de vieillissement a été prolongée, et à laquelle on a rajouté un colorant caramel et/ou de la mélasse.
- Sauce soja champignon (草菇老抽, cǎogū lǎochōu) : au cours du vieillissement de la sauce soja, un bouillon de Volvariella volvacea est mélangé à la sauce, puis exposé au soleil.
- Sauce soja épaisse (醬油膏, jiàng yóu gāo) : une sauce soja foncée qui a été épaissie avec de l'amidon et du sucre, et occasionnellement parfumée avec des épices et du MSG.
- Sauce soja crevettes (蝦子醬油, xiā zǐ jiàngyóu) : sauce soja mijotée avec des crevettes fraîches et finalisée avec du sucre, du baijiu (liqueur, 白酒) et des épices ; c'est une spécialité de Suzhou[13].

### Japon

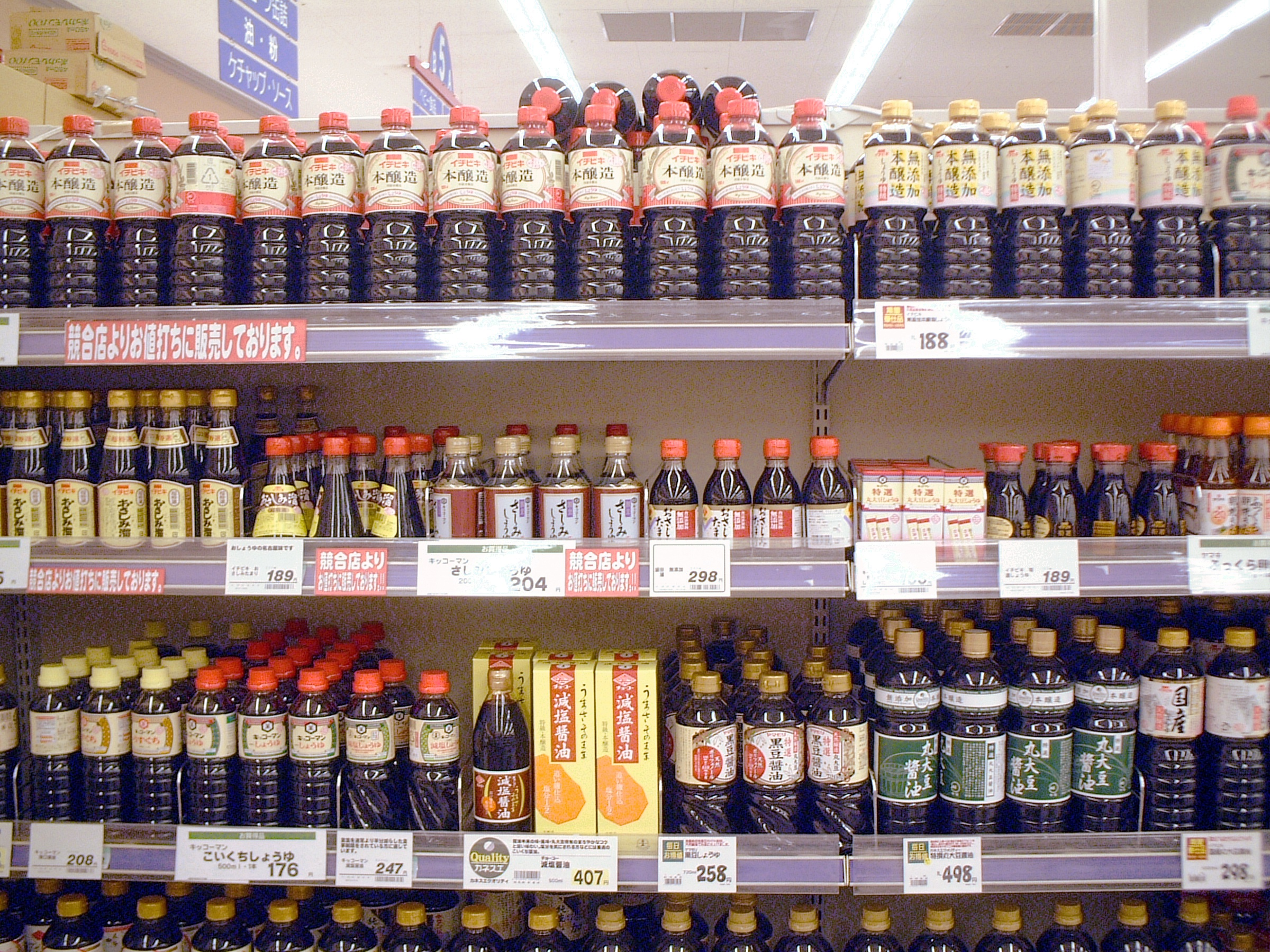
Rayon sauces soja dans un supermarché japonais

Appelée shōyu (醤油), au Japon, la sauce soja est traditionnellement classée en cinq catégories en fonction de ses ingrédients et de sa méthode de préparation :
- Koikuchi (濃, « goût épais ») : originaire de la région de Kantō, cette sauce soja s'est répandue dans tout le pays, au point d'être considérée comme la sauce soja typique du Japon. Elle est faite à base d'un mélange de graines de soja et de blé, aux proportions rigoureusement égales. On peut aussi l'appeler kijōyu (生醤油) ou namashōyu (生しょうゆ) quand elle n'est pas pasteurisée.
- Usukuchi (薄, « goût fin ») : particulièrement populaire dans la région du Kansai, il est à la fois plus salé et plus clair que le koikuchi. La sauce est éclaircie par l'emploi d'amazake au cours de son élaboration.
- Tamari (たまり) : originaire de la région de Chūbu, le tamari est plus sombre et plus riche en goût que le koikuchi. Il contient peu ou pas de blé. Un tamari sans blé existe pour les consommateurs allergiques au gluten. Il est considéré comme la sauce soja japonaise « originale », sa recette étant la plus proche de la sauce introduite à l'origine au Japon depuis la Chine.
- Shiro (白, « blanche ») : contrairement au tamari, la sauce shiro emploie principalement du blé et peu de graines de soja, ce qui lui donne une couleur bien plus claire et un goût plus sucré. Elle est surtout utilisée dans la région du Kansai.
- Saishikomi (再0仕込) : cette variété est semblable au koikuchi, mais sans emploi de saumure dans son processus de fabrication. Ainsi, elle est plus sombre et plus forte en goût. On peut aussi l'appeler kanro shōyu (甘露醤油) ou shōyu sucré.

De nouvelles variétés de sauces soja japonaises ont vu le jour :
- Gen'en (減塩, « réduite en sel ») : contient 50 % de sel en moins que la sauce soja classique.
- Usujio (薄塩, « pauvre en sel ») : contient 20 % de sel en moins.

Toutes ces variétés sont vendues avec trois différents degrés :
- Honjōzō (本醸造, « authentiquement fermentée ») : produit à fermentation 100 % naturelle.
- Kongō-jōzō (混合醸造, « mélange fermenté ») : contient de la sauce authentiquement fermentée mélangée avec 30 à 50 % de protéines végétales.
- Kongō (混合, « mélangée ») : à base de honjōzō ou de kongō-jōzō, mélangée avec 30 à 50 % de protéines végétales.

### Indonésie

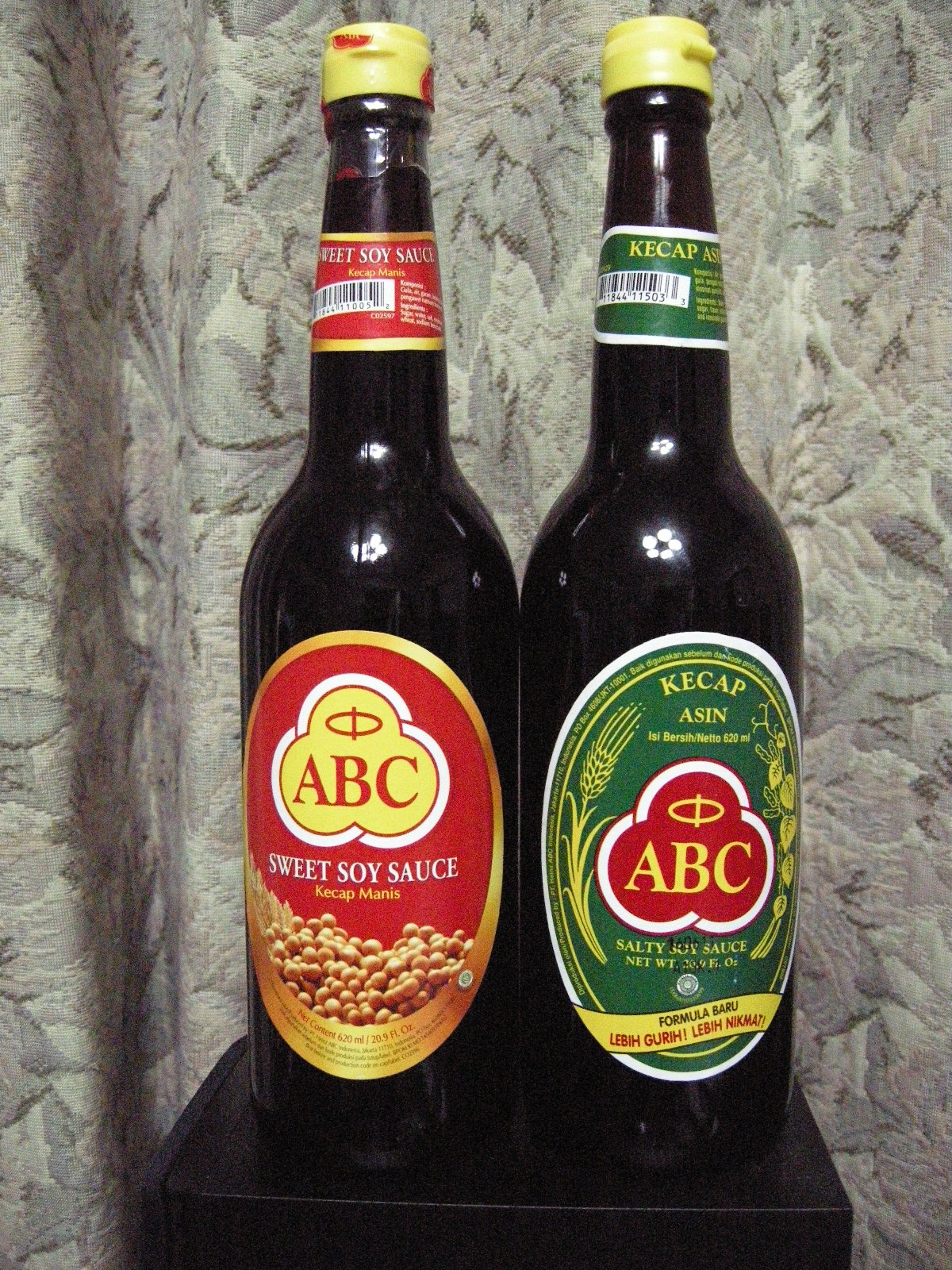
Kecap manis (gauche), sauce soja épaisse et sucrée indonésienne, et kecap asin (droite)

En Indonésie, la sauce soja est appelée kecap (ou ketjap), terme désignant également toute sauce fermentée n'ayant pas toujours rapport avec la sauce soja (kecap inggris (Worcestershire sauce).
Trois variété courantes existent :
- kecap asin : sauce soja salée, similaire à la sauce soja chinoise classique, quoique plus prononcée en goût et plus épaisse. Elle fut introduite par les migrants chinois hokkien. Elle est essentiellement produite dans les îles Bangka Belitung ;
- kecap manis : sauce soja sucrée, à la consistance quasi-sirupeuse, et très sucrée par l'ajout de sucre de palme ;
- kecap manis sedang : sauce soja intermédiaire, moins sucrée que le kecap manis.

Dans la cuisine indonésienne, le kecap est utilisé tant en ingrédient qu'en condiment. Le kecap manis est un élément important de nombreux plats, tels que le nasi goreng, le mie goreng, les satay, le tongseng ou le semur. Le sambal kecap est un sambal à base de kecap manis, de piment, de tomate et d'échalotes.

### Corée

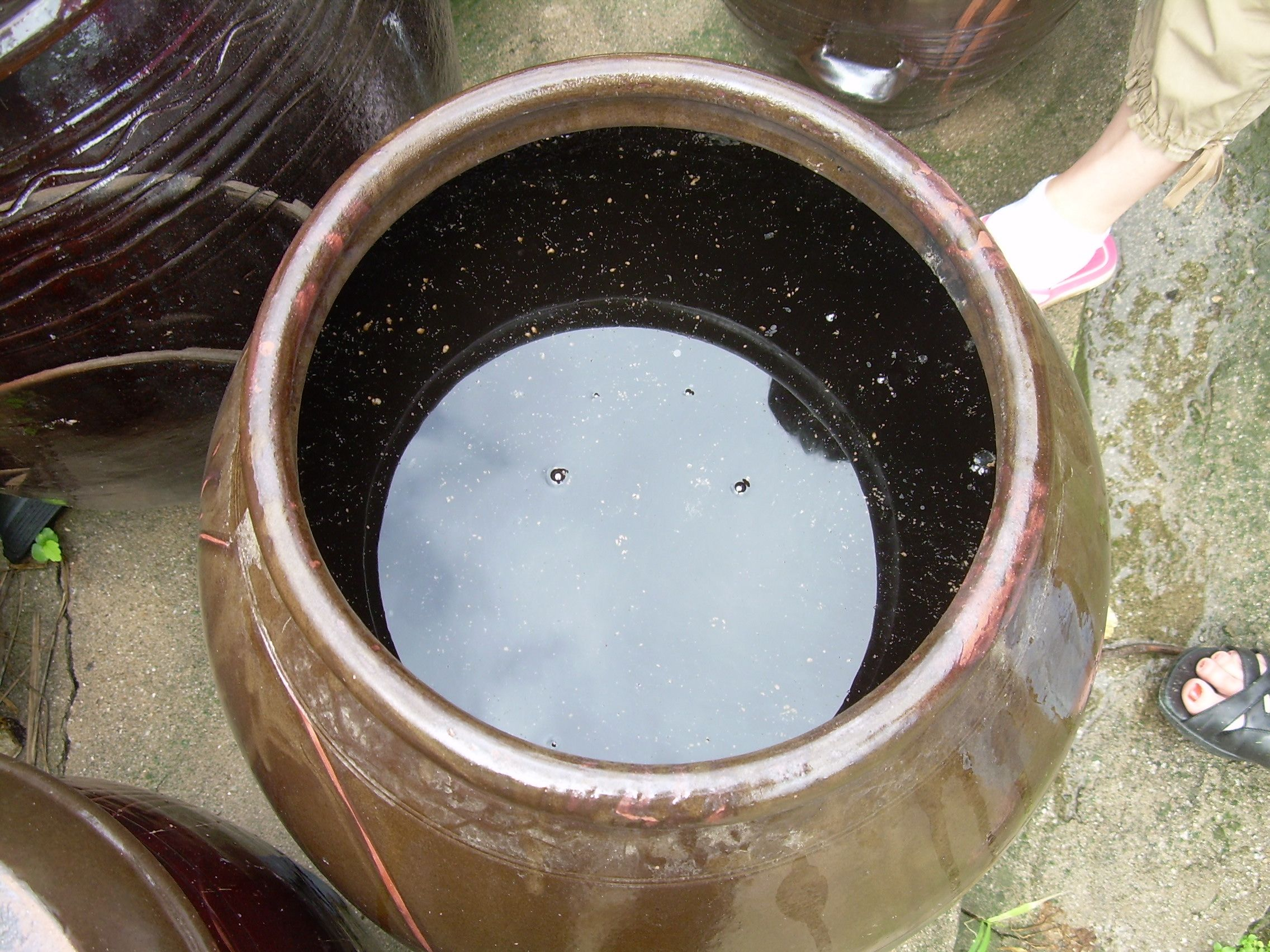
Sauce soja coréenne traditionnelle.

La sauce soja coréenne, (appelée joseon ganjang 조선간장 ou guk ganjang 국간장, en coréen) est un résidu de la production de doenjang (pâte de soja fermentée), le bacillus subtilis étant utilisé pour la fermentation. Elle sert surtout pour faire des soupes, des assaisonnements ou des sauces. Le joseon ganjang, fin et foncé, est essentiellement à base de soja et de saumure. Son utilisation a peu à peu été remplacée par la sauce soja industrielle, proche de celle du Japon, appelée waeganjang (hangul : 왜간장/倭간醬). Selon une enquête de consommation de 2001, le ganjang traditionnel ne représenterait que 1,4 % des achats globaux de sauce soja dans le pays.

### Philippines
On trouve un produit populaire à base de sauce soja appelé toyo. C'est un mélange de graines de soja, de blé, de sel, et de colorant caramel. Sa texture est fine et son goût relativement salé.

### Hawaï
La sauce soja (aloha shoyu) est un condiment et un ingrédient pour marinade très populaire sur l'ile.

### Singapour et Malaisie
La sauce soja fait généralement référence, dans les communautés chinoises de ces deux pays, au dòuyóu (豆油), qui signifie « sauce » en mandarin, ou au jiàngyóu (醬油). La sauce soja légère fait référence elle au jiàngqīng (醬清). Angmo daoiu (紅毛豆油, littéralement « sauce soja des étrangers ») est le terme hokkien pour désigner la Worcestershire sauce.
En malaisien, kicap désigne la sauce soja. Il en existe deux sortes: le kicap lemak (« sauce soja riche ») et le kicap cair. Le kicap lemak est similaire au kecap manis indonésien en moins sucré, tandis que le kicap cair est l'équivalent du kecap asin.

## Composition
- Valeur nutritive

Il est difficile de donner la composition standard, car il existe de nombreuses sortes de sauces soja, ainsi que des variations régionales : par exemple, le Kanto produit un shōyu dense et le Kansai un shōyu léger.
Il existe aussi un dashi-jōyu, plus clair et moins salé, recommandé par les médecins, notamment pour les régimes hyposodés et les fragilités vasculaires.
| Sauce soja tamari fort (valeur nutritive pour 100 g, d'après Lima ) |                           |                                    |
| protéines : 10,3 g                                                  | glucides : 5,8 g          | lipides : 0,2 g                    |
| valeur énergétique : 284 kJ                                         | fibre alimentaire : 0,9 g | sodium : 5,2 g équiv. sel : 13,2 g |

- Composés phénoliques

Les graines de soja, un des ingrédients de base de la sauce soja, sont riches en composés phénoliques. On trouve des anthocyanes, des flavonols, flavones, isoflavones et chalcones, ainsi que leurs dérivés avec de nombreux acides (acides acétique, p-hydroxybenzoïque, caféique, coumarique, férulique, gallique, etc.). Les teneurs en isoflavones des graines de soja varient de 560 à 3 810 mg/kg selon les variétés et les conditions de culture. Ces isoflavones sont sous forme de trois aglycones principaux : la daidzéine, la génistéine et la glycitéine, ainsi que leurs glucosides pouvant être eux-mêmes acylés par l'acide acétique ou malonique.
Durant la première phase de la fabrication de la sauce de soja (dite précédemment fermentation du koji) les protéines et l'amidon des ingrédients sont digérés par les enzymes produites par la moisissure Aspergillus oryzae : les protéines donnent des acides aminés et des peptides et l'amidon est hydrolysé en sucres simples fermentescibles. En outre, une partie de l'acide férulique est transformée en vanilline et acide vanillique. De l'acide p-hydroxycinnamique est formé et convertit partiellement en acide p-hydroxybenzoïque. Les glycosides de daidzéine et de génistéine sont hydrolysés en leur aglycone (daidzéine, génistine).
Durant la seconde phase de fermentation, après mélange du koji avec une saumure, on observe les transformations suivantes : 

acide férulique → 4-éthylgaïacol 

acide p-hydroxycinnamique → p-éthylphénol 

Ces deux composés qui sont des éléments essentiels de la saveur de la sauce de soja viennent principalement de la composante en blé du koji.
- Composés aromatiques

De multiples composés aromatiques volatils sont produits par les levures durant la phase de fermentation du moromi. En jouant sur les souches de ferments inoculés dans le koji ou le moromi, on peut varier les saveurs et les arômes du shoyu. Ainsi un mutant de Zygosaccharomyces rouxii, plus résistant au sel, donne beaucoup d'azote d'acides aminés, améliorant la saveur. Cette souche produit plus du double l'acétate d'éthyle (à l'odeur de dissolvent) et augmente de 75 % les dérivés de furanones.
De nombreuses espèces de levures ont été isolées dans le moromi japonais, mais on considère généralement que celles qui jouent un rôle prépondérant sont Zygosaccharomyces rouxii, Candida versatilis ou Candida etchellsii. En particulier Z. rouxii produit une fermentation alcoolique et hydrolyse divers acides aminés dans leurs alcools respectifs. Cette levure synthétise aussi des composants aromatiques importants, comme HEMF et HDMF. L'HEMF développe un arôme doux intense, typique du shoyu.
Au fur et à mesure de l'augmentation de la concentration de l'alcool, la croissance de Z. rouxii diminue et Candida versatilis C. etchellsii prennent le relai. Ces levures sont plus aérobies et produisent des composés phénoliques volatils.
La saveur typique de la sauce soja tient à une composante umami forte venant des acides aminés, en particulier de l'acide glutamique et de l'acide aspartique. Une étude récente par chromatographie des composés principaux rendant compte de la composante umami de la sauce japonaise Koikuchi Shoyu a conduit à l'identification de produits d'amadori et de pyroglutamyl peptidases.

## Effets bénéfiques
- Facilite la digestion : un bouillon léger fait avec de la sauce de soja stimule significativement la sécrétion des sucs gastriques[29].
- Sa richesse en acide lactique renforce la flore intestinale et l’assimilation efficace des nutriments.
- Activité antimicrobienne : la sauce soja (contenant un conservateur) tue des pathogènes comme Escherichia coli, Shigella flexneri, Salmonella typhi, S. paratyphi A, S. enteritidis, Vibrio cholera par l'effet combiné de son sel NaCl, de son éthanol, de son pH acide et de son conservateur[29]. Les sauces soja sans conservateur et avec une concentration plus faible de sel (9 % au lieu de 17,5 %) tuent encore les pathogènes mais beaucoup plus lentement.
- Le sel marin apporte des minéraux et oligo-éléments.
- Activité antiallergique : une fraction des protéines de la graine de soja et du blé sont allergisantes[N 9] mais lors de la fermentation, toutes les protéines des ingrédients (soja et blé) sont complètement dégradées en peptides et acides aminés par les enzymes protéolytiques, si bien que tous les allergènes des ingrédients ont été éliminés[30]. Par contre, les polysaccharides de la paroi des graines de soja ne sont que très faiblement hydrolysés lors de la fermentation aussi les retrouve-t-on dans la sauce de soja à la concentration de 1 %. Ces « polysaccharides de shoyu » (PSS, comme ils sont nommés) manifestent des activités antiallergiques potentielles aussi bien in vitro que in vivo. La prise par voie orale de PSS[N 10] par des patients souffrant de rhinite allergique (pérenne ou saisonnière) améliore significativement leurs symptômes.

## Effets nocifs
Un niveau trop élevé d'amines biogènes dans la sauce soja est un indice de sa mauvaise qualité. Les amines biogènes sont des produits de la décarboxylation des acides aminés réalisée par des enzymes microbiennes.
L'analyse par chromatographie HPLC de huit échantillons de sauce soja asiatique a détecté neuf amines biogènes, dont certaines comme la tyramine ou l'histamine avec des taux trop élevés, dans certains échantillons japonais. Une analyse en 2009 de 40 échantillons de sauce de soja chinoises a détecté de la tyramine dans 97 % d'entre eux ainsi que de la spermidine, histamine, cadaverine et de la spermine.
Au-delà de certains seuils, les amines biogènes peuvent avoir des effets toxiques. Les seuils sont de 100 mg/kg pour l'histamine et la tyramine et de 30 mg/kg pour la phényléthylamine.
Enfin, il faut savoir que la cuisine asiatique faisant grand usage de sucre dans ses préparations, la forte teneur en sel de la sauce soja s'y fait plus discrète, et on a donc tendance à l'augmenter.

## Marques célèbres
- Higashimaru
- Higeta
- Kikkoman
- Marukin-Chūyu
- Yamasa
- Maggi
- Tanoshi